# 155290 Anniegrauer
155290 Anniegrauer este o planetă minoră (asteroid), cu un diametru de 6,985 km, din centura de asteroizi. A fost descoperită pe 5 decembrie 2005 la Mount Lemmon⁠(d) de Mount Lemmon Survey⁠(d). 
Obiectul prezintă o orbită caracterizată de o semiaxă mare de 3,2493796849643 UAi, o excentricitate de 0,06, o înclinație de 14,2 ° în raport cu ecliptica.